# Gmunden

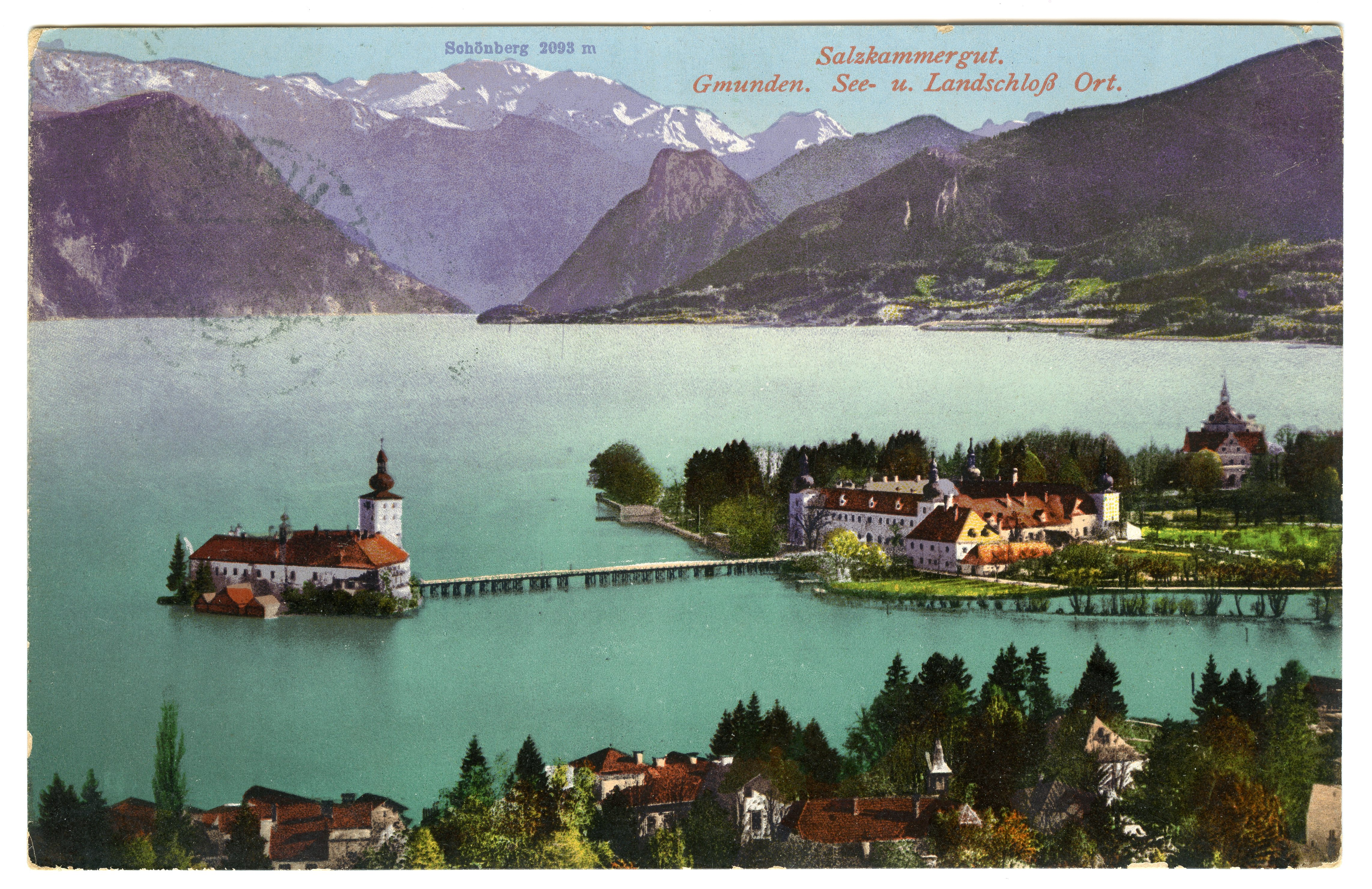
Pocztówka z 1915 r. z widokiem zamku Ort na jeziorze Traunsee

Gmunden – gmina i miasto powiatowe w Austrii, w kraju związkowym Górna Austria, siedziba powiatu Gmunden. Zlokalizowane w Alpach Salzburskich, nad jeziorem Traunsee i rzeką Traun. W 2025 r. liczyło 13 231 mieszkańców.

## Geografia
Powierzchnia gminy Gmunden wynosi 63,51 km². Miasto otoczone jest wysokimi górami, a najwyższe wzniesienie to Traunstein (1691 m n.p.m.).

## Sąsiednie miejscowości
|            | Ohlsdorf | Gschwandt  |  |
| Pinsdorf   |          | St. Konrad |  |
| Altmünster | Ebensee  |            |  |

## Historia
W V wieku w miejscu dzisiejszego Gmunden istniała osada. W 1186 r. Gmunden było ufortyfikowanym miastem, otoczonym murami, jednak dopiero około 1300 r. założono tutaj kościół. 14 listopada 1626 szeregi zbuntowanych chłopów zostały rozgromione przez generała Pappenheima, któremu Maksymilian I Bawarski dał rozkaz zdławić bunty chłopskie w Górnej Austrii. Ci, którzy zginęli, zostali pochowani w pobliskim Pinsdorfie, a na ich cześć postawiono pomnik znany dzisiaj jako Bauernhügel. W 1862 r. Gmunden uzyskało status uzdrowiska. We wrześniu 1914 r. Gmunden nadano status miasta-lazaretu (lazarettstadt). W 1942 r. Gmunden przyjęło tysiące uciekinierów wojennych, a w 1944 r. liczba mieszkańców wzrosła do 30 tys. Chociaż w czasie II wojny światowej miasto nie zostało zbombardowane, tutejsza gospodarka była w fatalnym stanie. Podczas okupacji alianckiej Austrii, Amerykanie utworzyli w Gmunden centrum szpiegowskie, do którego werbowano byłych członków SS. Gmunden skorzystało z amerykańskiego programu odbudowy ze zniszczeń wojennych.

## Atrakcje turystyczne

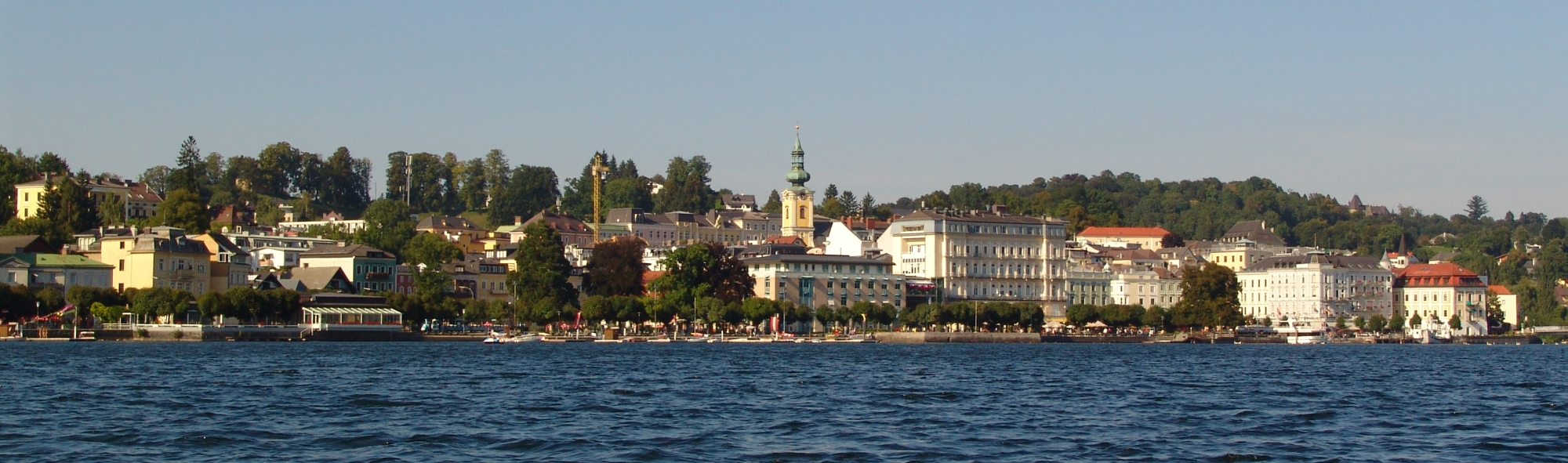
Widok na miasto od strony jeziora Traunsee

Na wyspie na jeziorze usytuowany jest zamek Ort, w którego wnętrzach rozgrywa się akcja serialu Schlosshotel Orth. Zamek wybudowano w X wieku, co czyni go jedną najstarszych budowli krainy Salzkammergut.
Niedaleko zamku znajduje się willa Villa Toscana, wybudowana w latach 1870–1877 dla Marii Antonietty, księżnej Toskanii, księżniczki Królestwa Obojga Sycylii. W okolicy znajduje się również zamek Cumberland z XIX wieku oraz zamek Weyer, w którym prezentowana jest stała wystawa porcelany miśnieńskiej.
Na rynku w Gmunden stoi ratusz miejski, wybudowany w 1574 r. przez włoskiego budowniczego. Na wieży ratuszowej znajduje się pochodzący z XVI wieku zegar ceramiczny wygrywający melodię.
Niedaleko rynku znajduje się przystań statków, skąd można odbyć przejażdżkę po jeziorze Traunsee. Jeden ze statków to słynna Gisela, statek parowy wybudowany w 1871 r. i nazwany na cześć drugiej córki cesarza Franciszka Józefa, Gizeli Luisy Marii Austriackiej.
Atrakcją turystyczną jest również wybudowana przez firmę Stern & Hafferl Verkehrsgesellschaft linia tramwajowa, łącząca centrum miasta ze stacją kolejową (to najstarsza, najkrótsza i najbardziej stroma linia tramwajowa Austrii). Niedaleko stacji kolejowej znajduje się fabryka porcelany.

## Osoby związane z miastem
- Johannes Brahms, kompozytor, znajduje się tutaj muzeum jemu poświęcone
- Anton Bruckner, kompozytor
- Conchita Wurst, piosenkarz występujący jako draq queen (właściwie Thomas Neuwirth)
- Witold Zagórski, polski trener koszykarski

## Miejscowości partnerskie
- Faenza
- Tornesch